# Capella Leopoldina
Die Capella Leopoldina ist ein österreichisches Oratorienorchester, das aus Musikern aus vielen Teilen Europas (Österreich, Deutschland, Schweiz, Spanien, Ungarn, Italien, Holland u. a.) besteht. Seine Schwerpunkte sind das barocke Oratorium sowie Orchester- und Kammermusikliteratur des 17. und 18. Jahrhunderts ab einer Besetzungsgröße von sieben Musikern bis hin zum Oratorienorchester für große Konzertsäle. Das Ensemble musiziert ausschließlich auf historischem Instrumentarium oder originalgetreuen Kopien unter Verwendung dem heutigen Wissensstand entsprechender historischer Spieltechniken.
Das Orchester ist als Verein mit Sitz in Graz, Steiermark, strukturiert. Künstlerischer Leiter ist Jörg Zwicker, Konzertmeisterinnen sind Ulrike Engel und Elisabeth Wiesbauer.

## Geschichte
1992 gründete Jörg Zwicker das Ensemble.
Im Jänner 2000 übernahm das Orchester den Instrumentalpart des Projektes „BACH XXI“. In Zusammenarbeit mit der Grazer Dommusik werden sämtliche Kantaten Johann Sebastian Bachs zur Aufführung gebracht. Dieses Projekt ist auf 18 Jahre anberaumt und stellt somit eines der umfangreichsten Projekte der österreichischen Musikgeschichte dar.
Das Orchester trat bislang auf den bedeutendsten Festivals und Konzertbühnen Europas auf. CDs sind für verschiedene Labels erschienen, darunter die Welt-Ersteinspielung der gegen Ende des 20. Jahrhunderts wiederentdeckten frühen Oper Pastorelle en musique von Georg Philipp Telemann (Capriccio).
Die CD Vedo il ciel (Universal/Amadeo) mit Arien und Sinfonien aus Oratorien Georg Friedrich Händels (mit Lydia Vierlinger) wurde 2005 für den „Klassik Amadeus Music Award“ als beste Einspielung des Jahres nominiert.
2007 begann das Crossover-Projekt „FUSION – Baroque meets Jazz“. Das Orchester und die Jazzformation AMEN improvisieren über dieselben Harmonieschemen und Melodien in zwei unterschiedlichen Stilen und fusionieren somit historische Aufführungspraxis und modernen Jazz. Zahlreichen Konzerten folgte 2008 die CD-Produktion für das Label Universal.

## Diskografie
- Pastorelle en musique (Georg Philipp Telemann) – Capriccio 2003
- Vedo il ciel, Arien und Sinfonien aus Oratorien Händels – amadeo / Universal 2004
- Almirante; eine Barockoper, die es nie gab – Phoenix 2007
- Fusion – Baroque meets Jazz – Universal 2009

## Künstlerischer Leiter
Das Barockorchester wird seit seiner Gründung von Jörg Zwicker geleitet. Er studierte Barockcello und Aufführungspraxis am Koninklijk Conservatorium Den Haag bei Jaap ter Linden sowie an der Schola Cantorum Basiliensis bei Christophe Coin. Bereits im Alter von 15 Jahren und inspiriert durch seine Lehrer Nikolaus Harnoncourt und Kurt Neuhauser gründete er sein erstes Ensemble für Alte Musik, die Musica Antiqua Graz, aus welcher 1992 die Capella Leopoldina hervorging.
Jörg Zwicker arbeitete mit Dirigenten wie Nikolaus Harnoncourt, Eric Ericson, Konrad Junghänel, Howard Arman, Erwin Ortner, Johannes Prinz u. a. zusammen und ist Mitglied zahlreicher Spezialensembles Alter Musik (Saitsiing, ensemble amarena u. a.)
Seit 1995 unterrichtet er an der Musikuniversität Graz Violoncello, Kammermusik, Ensembleleitung und Didaktik sowie an der Konservatorium Wien Privatuniversität Barockcello und Barockorchester. Rund 40 CD-Produktionen und zahlreiche Rundfunk- und Fernsehaufnahmen belegen seine internationale Arbeit. Als Cellist und Dirigent konzertierte er in ganz Europa, den USA, der ehem. Sowjetunion und Indien. Zahlreiche Vorträge und Meisterkurse runden seinen musikalischen Tätigkeiten ab.